# Echeveria walpoleana
Echeveria walpoleana är en fetbladsväxtart som beskrevs av Joseph Nelson Rose. Echeveria walpoleana ingår i släktet Echeveria och familjen fetbladsväxter. Inga underarter finns listade i Catalogue of Life.